# Орд, Джордж
Джордж Орд (англ. George Ord, 1781—1866) — американский зоолог и орнитолог.

## Биография
Отец Орда занимался производством канатной верёвки, и Орд присоединился к семейному бизнесу и продолжил дело отца после его смерти в 1806 году. В 1829 году он оставил бизнес, чтобы посвятить больше времени науке.
В 1815 году Орд стал членом Академии естественных наук Филадельфии, а два года спустя стал членом Американского философского общества. Он получил несколько экземпляров животных для описания из экспедиции Льюиса и Кларка (1804-1806), включая медведя гризли (Ursus arctos horribilis) и вилорога (Antilocapra americana).
Орд был другом и коллегой шотландского поэта и натуралиста Александра Вильсона (1766-1813), которого он сопровождал в нескольких его поездках. После смерти Вильсона он закончил восьмой и девятый тома сочинения Вильсона «American Ornithology» (1808-32). В 1828 году он издал биографию Вильсона. Затем он опубликовал биографии естествоиспытателей Томаса Сэя (1834) и Шарля-Александра Лесюёра (1849). Он помогал также в дополнении словаря Сэмюэла Джонсона (1709-1784) «Dictionary of the English Language» (1755) и в первом выпуске словаря Ноа Уэбстера (1758-1843) «An American Dictionary of the English Language» (1828). 
Он похоронен в Филадельфии недалеко от Вильсона на церковном кладбище Глория Дей. 

## Труды
- Sketch of the Life of Alexander Wilson, author of the American Ornithology. Hall, Philadelphia 1828.